# Institute of National Remembrance Review

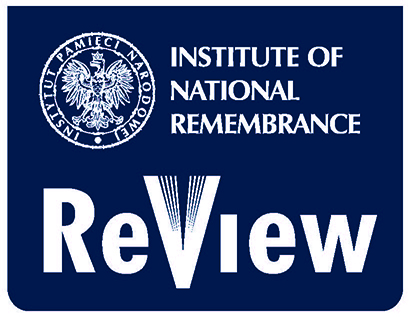

Institute of National Remembrance Review ist ein peer-reviewed wissenschaftliche Jahreszeitschrift des polnischen Instituts für Nationales Gedenken. Sie erscheint seit 2019 in englischer Sprache.

## Geschichte
Die Zeitschrift richtet sich an englischsprachige Leser. Die veröffentlichten Beiträge präsentieren die Probleme der neuesten Geschichte Polens und Mitteleuropas unter zwei totalitären Regimen, Gedenkstätten und Institutionen sowie historische Museen in Mittel- und Osteuropa und Übersichten der Publikationen zur neuesten Geschichte Mittel- und Osteuropas.
Das INRR ist in der vom polnischen Ministerium für Bildung und Wissenschaft herausgegebenen Liste der akademischen Zeitschriften mit den akademischen Disziplinen „Geschichte“, „Sicherheitswissenschaft“ und „Politik- und Verwaltungswissenschaft“ enthalten. Die Anzahl der Forschungsbewertungspunkte, die den einzelnen Artikeln im INRR zugeteilt werden, beträgt 20. Die Zeitschrift ist in gedruckter Form und online verfügbar. Das INRR ist im European Reference Index for the Humanities and Social Sciences (ERIH PLUS) enthalten.
Chefredakteurin der Zeitschrift ist Anna Karolina Piekarska. Stellvertretender Chefredakteur der Zeitschrift ist Franciszek Dąbrowski.
Die Veröffentlichungen im Institute of National Remembrance Review sind mit den Digitalen Objektbezeichner identifiziert.

## Wissenschaftlicher Beirat der Zeitschrift
- Arūnas Bubnys (Lietuvos gyventojų Genocido ir rezistencijos tyrimo centras, Wilna, Litauen)
- Gergő Cseh-Bendegúz (Állambiztonsági Szolgálatok Történeti Levéltára, Budapest, Ungarn)
- Ihor Iljuschin (Nationale Akademie des Leitungskader für Kultur und Kunst, Kiew, Ukraine)
- Wanda Jarząbek (Institut für Politische Studien der Polnischen Akademie der Wissenschaften, Warschau, Polen)
- Ēriks Jēkabsons (Universität Lettlands, Riga, Lettland)
- Hiroaki Kuromiya (Indiana University Bloomington, USA)
- Vladimer Luarsabishvili (New Vision University in Tiflis, Georgien)
- Meelis Maripuu (Estnisches Institut für historisches Gedächtnis, Tallinn, Estland)
- Włodzimierz Suleja (Institut für Nationales Gedenken, Warschau, Polen)
- Mateusz Szpytma (Institut für Nationales Gedenken, Warschau, Polen)
- Mirosław Szumiło (Institut für Nationales Gedenken, Warschau, Polen)
- Pavel Žáček (Prag, Tschechische Republik)